# Begroeide poelslak
De begroeide poelslak (Radix labiata) is een slakkensoort uit de familie van de Lymnaeidae. De wetenschappelijke naam van de soort is voor het eerst geldig gepubliceerd in 1835 door Rossmässler.